# سازمان آزادی‌بخش مردم افغانستان
سازمان آزادی‌بخش مردم افغانستان (به اختصار: ساما) یک گروه شورشی مائوئیست در افغانستان بود که در استان پروان مستقر بود. این سازمان یکی از اصلی‌ترین سازمان‌های چپگرای سیاسی-نظامی در افغانستان بود که در مخالفت با رژیم جمهوری دموکراتیک افغانستان و شوروی جنگید. ساما توسط مجید کلکانی رهبری می‌شد که قصد داشت ساما را به جبهه متحد نیروهای مائوئیستی در مخالفت با حزب دموکراتیک خلق افغانستان تحت حمایت شوروی تبدیل کند.
ساما یک گروه مارکسیست-لنینیست-مائوئیست با عناصری از جنبش انقلابی انترناسیونالیست بود. ساما خاستگاه خود را در جنبش مائوئیستی شله جاوید در دهه‌های ۱۹۶۰ و ۱۹۷۰ داشت.
ساما به خاطر حملات چریکی خود معروف بود. آنها اغلب قانون شکنان و راهزنان مسلح را به عنوان چریک جذب می‌کردند. چریک‌های ساما به کاروان‌های شوروی حمله کردند، پولی را که شوروی در اختیار دولت قرار می‌داد غارت کردند و ترور کردند. در یک مورد، جنگجویان ساما با لباس ارتش وارد یک پایگاه نظامی شدند و سلاح‌های آن را غارت کردند و حتی یک ژنرال شوروی را ربودند.
پس از مرگ کلکانی، فعالیت‌های ساما موفق شد و اعضایش کاهش یافت. همچنین جنگ بین ساما و حزب اسلام حکمتیار تا سال ۱۹۸۳ سما را از کلکان و کوه دامن بیرون راند. تا سال ۱۹۸۳ نیروهای دولتی به سازمان ساما نفوذ کرده و سعی در تشویق اعضای ساما برای پیوستن به دولت داشتند. وقتی این اتفاق نیفتاد، دولت ۶۰ تن از رهبران سازمان را دستگیر کرد. رهبری جدید ساما وارد بحث با دولت شد و شروع به کنار گذاشتن مائوئیسم و استراتژی آن برای دموکراسی نوین کرد که باعث انشعاب و فرار از خدمت و همچنین ظهور گروه‌های مائوئیست جدید شد. در سال ۱۹۸۹ این سازمان منحل شد.